# Масерија Поркареча (Потенца)
Масерија Поркареча (итал. Masseria Porcareccia) је насеље у Италији у округу Потенца, региону Базиликата.
Према процени из 2011. у насељу је живело 48 становника. Насеље се налази на надморској висини од 766 м.